# 파락호
파락호(破落戶)란 재산이나 권력이 있는 집안의 자손으로서 집안의 재산을 몽땅 털어먹는 난봉꾼을 말한다. 하지만 다른 사람의 눈을 피하기 위해 일부러 파락호 행세를 하는 사람도 있다. 역사상 유명한 파락호에는 흥선대원군 이하응, 일제강점기에 독립운동 자금을 댄 김용환, 그리고 형평사(衡平社) 운동의 투사였던 김남수 등이 있다.
흥선대원군은 조선 말기 안동김씨의 세도정치에 의해 이씨 왕족이 견제를 당하자 일부러 파락호 행세를 하며 시장통에서 상인들과 어울려 놀며 난봉꾼 행세를 했다. 이를 통해 안동김씨의 눈을 피해 목숨을 부지하고, 기회를 노리다가, 결국 철종이 후사가 없이 승하하자, 자신의 아들인 고종을 왕으로 세우고, 대원군이 되어 조선 후기 정치를 좌지우지했다.
김용환은 일제강점기에 경상북도 안동시에 현재 시가 200억원이 넘는 저택과 논밭을 가진 큰 부자였으나, 일본 경찰의 눈을 피하기 위해, 일부러 온갖 노름판을 전전하며 전 재산을 노름으로 날린 것처럼 행세하면서, 실제로는 그 돈을 만주에 보내 독립운동 자금으로 지원하였다. 1995년 대한민국 건국훈장 애족장이 추서되었다.

## 같이 보기
- 흥선대원군
- 김용환